# Agy (Francia)
Agy è un comune francese di 249 abitanti situato nel dipartimento del Calvados nella regione della Normandia.

## Società

### Evoluzione demografica
Abitanti censiti